# Hardwell & Friends EP Vol. 2
Hardwell & Friends EP Vol. 2 ist das zweite Volumen einer  EP-Serie des niederländischen DJ und Produzent Hardwell. Die Veröffentlichung des so genannten „Volume 2“ erfolgte am 25. August 2017 über das Musiklabel „Revealed Recordings“. Als Hauptinterpret Hardwell angegeben, in dem Zusatz „Friends“ sind eine Reihe an Kollaborationspartnern inbegriffen.

## Hintergrund
Hardwell kündigte die Veröffentlichung von zweier EPs erstmals am 10. Juni 2017 während eines Interviews beim Ultra Singapore an. Im gleichen Zuge gab er bekannt, dass das Lied Badam mit Henry Fong und Mr. Vegas Teil dieser sein wird. Allerdings war der Track nicht in der Tracklist des ersten Teils aufgeführt, weshalb damit gleichzeitig klargemacht wurde, dass ein zweiter Teil folgen würde. In einem weiteren Interview bestätigte Hardwell dies und erwähnte im Zuge dessen, gar noch über die Veröffentlichung einer dritten Ansammlung an Liedern nachzudenken.
Mitte August 2017 erschien das Cover der EP im Internet. Auf diesem sind neben Hardwell jeder einzelne Kooperationspartner der auf der EP mitwirkte zu sehen. Lediglich Max Collins, Sänger des Liedes Still the One ist nicht auf dem Cover abgebildet. Während der 330. Episode seines „Hardwell-On-Air“-Podcasts spielte er die gesamte Tracklist in Form eines Minimix’.
Gerüchte besagten, dass die beiden EPs als Stellvertreter für das diesjährige Volumen der jährliche Hardwell-presents-Revealed-Kompilationen agieren. Auf Instagram gab Hardwell jedoch bekannt, dass er mit dem Mixing der achten Kollaboration beschäftigt sei, und entkräftete die Gerüchte entsprechend.

## Singles
Bevor die EP veröffentlicht wurde, veröffentlichte Hardwell die gesamte Tracklist als Singles auf unter anderem Spotify und iTunes. Die einzelnen Cover bestehen aus Pressefotos der Künstler. Nur Max Collins ist nicht auf dem Cover von Still the One zu sehen.
- Badam erschien als erste Single am 21. August 2017. Der Track entstand in Zusammenarbeit mit dem DJ und Produzenten Henry Fong und dem Dancehall-Musiker Mr. Vegas, den Hardwell als einen seiner Kindheitshelden bezeichnet. Er sagte, dass ein Werbepartner den Kontakt zu diesem ermöglichte, während er mit Henry Fong bereits länger im Kontakt stand. Hardwell nennt den Track einen seiner persönlichen Favoriten aller Zeiten.[3] Nachdem er beim Ultra Music Festival premierte, kündigte er Anfang Juni 2017 in einem Interview beim Ultra Singapore den Song als einen Teil der EP an. Badam verkörpert eine Moombahton-Produktion.
- Still the One folgte am 22. August 2017. Die Produktion erfolgte in Zusammenarbeit mit dem niederländischen DJ und Produzemnten Kill the Buzz und Sänger Max Collins. Still the One ist nicht die erste Kollaboration der beiden Niederländer. Erstmals kollaborierten sie im Jahr 2014 bei dem Lied Don‘t Give Up und weiterhin im Jahr 2015 an dem Lied Break the House Down, die beide nur unter Kill the Buzz‘ Namen erschienen. Der Track  entstand, nachdem Kill the Buzz das von ihm produzierte Instrumental bei einem seiner Auftritten spielte und Hardwell merke, dass die Vocals eines seiner Lieder perfekt zu Kill the Buzz’ Produktion passen würde. Gemeinsam kombinierten sie die Lieder und feierten dessen Premiere Anfang 2017 bei einem von Kill the Buzz’ Auftritten.
- What We Need erschien am 23. August 2017, wobei es bereits 2014 aufgenommen wurde. Neben Hardwell beteiligte sich unkreditiert der Produzent Willem Bakker, mit dem Hardwell bereits bei Young Again zusammenarbeitete. Weiterhin agierte der niederländische Musiker Haris Alagic als Autor und Sänger des Liedes. Seit Anfang 2015 war das Lied Teil von Hardwells Auftritten. Unter anderem beim Amsterdam Dance Event und am Hockenheimring holte er Haris auf die Bühne. Beim letzteren gab Hardwell bekannt, dass das Lied seine kommende Single sei, was sich jedoch nicht bewahrheitete. Am 1. August 2017 antwortete Haris auf einen Tweet auf Twitter, in dem er bekanntgab, dass sie „etwas Besonderes“ mit dem Track vorhätten. Dass der Song dann im Zuge der zweiten EP eine Veröffentlichung erfahren würde, wurde damit bestätigt.
- Powermove wurde am 24. August 2017 veröffentlicht. Es entstand in Zusammenarbeit mit dem DJ-Duo Moksi. Dieses trat bereits durch einen Remix zu Mad World mit Hardwell in Kontakt. Powermove orientiert sich stark an Moksis Bass-House-Stil und wurde von Hardwell beim Ultra Music Festival 2017 premiert. Moksi gaben daraufhin bei ihrem Auftritt bei Slam FM bekannt, dass es sich dabei um eine Kollaboration handelt.
- Here Once Again schloss die Release-Abfolge am 25. August 2017 ab. Hardwell kollaborierte dabei mit dem Hardstyle-DJ Dr. Phunk, an dessen Stil sich der Track orientiert. In mehreren Q&As äußerte sich Dr. Phunk seit Premiere im Dezember 2016 mehrmals zu dem kurz bevorstehendem Release und machte den Fragenden damit klar, dass sie die Veröffentlichung nicht, wie es beispielsweise Hardwell und Martin Garrix mit MusicBox taten, bis zur Annullierung nach zwei Jahren aufschieben würden. Zu einer ersten Zusammenarbeit kam es bereits früher im Jahr 2016 bei einer, von Dr. Phunk produzierten Remix-EP ausgewählter Hardwell-Lieder.

## Kritik
Die EP erhielt überwiegend positives Feedback. Gelobt wurden insbesondere die abwechslungsreiche Gestaltung des Musikstils und die Idee zwei in Form von zwei EPs eine Menge lang erwarteter Lieder zu veröffentlichen. Timo Büschleb vom Online-Magazin „Dance-Charts“ äußerte sich in dieser Hinsicht:

„Die EP weist wie auch der erste Teil eine hohe Anzahl unterschiedlicher Genreeinflüsse auf. Allesamt passen sie sich Hardwells typischen Stil an. Zudem ist mit ‚What We Need‘ eine lang erwartete ID Teil der Titelliste, womit er auch bei den Fans auf positive Resonanz stoßen wird. Auch ein roter Faden ist ersichtlich; so werden mit ‚Powermove‘, wie mit ‚Smash this Beat‘ bei der ersten EP Old-School-Elemente abgedeckt und mit einer Hardstyle-Produktion ein Finale dargestellt.“

## Titelliste
| #  | Titel                                               | Autoren                                                              | Länge |
| -- | --------------------------------------------------- | -------------------------------------------------------------------- | ----- |
| 1. | Badam (mit Henry Fong feat. Mr. Vegas)              | Robbert van de Corput, Henry Jameson Fong, Clifford Ray Smith        | 2:52  |
| 2. | Still the One (mit Kill the Buzz feat. Max Collins) | van de Corput, Andhika I. M. A. Nanuru, James Maxwell Stuart Collins | 3:33  |
| 3. | What We Need (feat. Haris)                          | van de Corput, Haris Alagic, Willem L Bakker                         | 3:13  |
| 4. | Powermove (mit Moksi)                               | van de Corput, Samir Ait Moh Nait Lhaj, Diego L. J. W. Stijnen       | 2:53  |
| 5. | Here Once Again (mit Dr. Phunk)                     | van de Corput, Nicholas Hook, Morgan King, Emrick Hans Larsson       | 3:20  |
|    |                                                     | Insgesamt:                                                           | 15:51 |